# Mad Tracks
Mad Tracks ist ein Videospiel aus dem Rennspiel-Genre, entwickelt von Load Inc. und veröffentlicht für Windows und Xbox 360. 2006 zunächst nur für den PC veröffentlicht, steht das Spiel seit 2007 auch auf Xbox Live zum Download zur Verfügung. Es weist teilweise starke Parallelen zur Mario-Kart-Serie von Nintendo sowie Spielen der Micro-Machines-Reihe von Codemasters auf.

## Spielprinzip
Das Spiel hat keine feste Handlung, es handelt sich viel mehr um eine Zusammenstellung verschiedenster Minispiele wie Tischkicker oder Billard, Zeitrennen und einfacher Sprintrennen. Diese sind in einer Art Karrieremodus organisiert. Zunächst sind nur drei Rennen freigeschaltet – der Spieler kann durch Rennsiege in diesen die in einer Art Netz verbundenen weiteren Rennen freischalten. Die Rennen finden in untypischen Umgebungen wie zum Beispiel einem Minigolfplatz, einer französischen Bar oder einer mittelalterlichen Burg statt. Ausgetragen werden sie mit Spielzeugautos die etwa die Größe eines handelsüblichen Hot-Wheels- oder Matchbox-Autos haben.
Während des Spielverlaufs können diverse Power-Ups freigeschaltet werden. Diese sind unter anderem helle Lampen, die den Gegner blenden, Raketen, mit denen gegnerische Fahrzeuge aus der Spur gebracht und durch die Luft katapultiert werden können sowie gefälschte Power-Up-Kisten, die beim Aufsammeln kein Power-Up ausgeben, sondern die Steuerung des Fahrzeuges umkehren. Lenkt der Spieler nach links, fährt das Auto nun nach rechts. Alle Power-Ups sind zeitlich begrenzt.
Der Antrieb der Fahrzeuge geschieht über eine Spule. Der Spieler muss also von Zeit zu Zeit vom Gas gehen, um den Motor wieder aufzuladen. Eine effektive Möglichkeit dazu bieten Sprünge.
Der inzwischen abgeschaltete Multiplayermodus erlaubte Online-Rennen mit bis zu acht Spielern. Es ist jedoch weiterhin möglich, das Spiel im LAN oder über ein virtuelles LAN-Netzwerk über das Internet online zu spielen.

## Die Fahrzeuge
Das Spiel verfügt über insgesamt zwölf Fahrzeuge, welche zu je drei in vier Nationen aufgeteilt sind. Darüber hinaus existieren drei Rennklassen – Leicht, Schwer und Sportlich – in die die Fahrzeuge eingeteilt sind.
Eine Auflistung der Fahrzeuge mit den im Spiel vergebenen Namen sowie dem Originalvorbild. Diese erfolgt in der Reihenfolge Leicht, Schwer und Sportlich:
- Deutschland

1. Bug (Volkswagen Käfer), in manchen Versionen durch den Trabant 601 ersetzt
2. Hunter (Mercedes-Benz G)
3. Wundercar (Porsche 911)

- Frankreich

1. Froger (Citroën C2)
2. Palace (Citroen DS)
3. Mirage (Peugeot-Oxia-Konzeptfahrzeug)

- Großbritannien

1. Pep's (Mini Cooper)
2. Silver Club (Bentley Arnage T)
3. Scigacz (Aston Martin DB4 GT Zagato)

- USA

1. Nimble (Chrysler PT Cruiser)
2. Bison Deluxe (Buick Riviera)
3. Thunderfox SR (Ford GT40)

## Rezeption
Das Spiel wurde größtenteils als mittelmäßig bewertet. Positiv wurde die breite Zahl an verschiedenen Minispielen und Rennen hervorgehoben. Deutlich negativer fiel jedoch die Kritik über die recht kurze Spielzeit sowie schlechtes Sounddesign aus. Gamespot vergab von zehn möglichen Punkten nur 4,6. Bei Metacritic erreichte Mad Tracks von 100 möglichen Punkten 62, bei IGN 6,8 von 10. Die Bewertungen der Spieler selbst fielen jedoch deutlich positiver aus.